# Scytalopus micropterus
El churrín colilargo (Scytalopus micropterus), también denominado tapaculo de cola larga (en Perú), tapaculo ecuatorial (en Colombia) o churrín de cola larga, es una especie de ave paseriforme perteneciente al numeroso género Scytalopus de la familia Rhinocryptidae. Es nativo de los Andes del noroeste de América del Sur. 

## Distribución y hábitat
Se distribuye en Colombia en el alto Valle del Magdalena, y desde Cundinamarca hacia el sur por la pendiente amazónica de los Andes, a lo largo de Ecuador, hasta el extremo norte de Perú.
Es bastante común en el sotobosque y en los bordes de bosques montanos, principalmente entre los 1500 y los 2200 m s. n. m. de altitud.

## Taxonomía
Es monotípica. Ya fue considerada una subespecie de Scytalopus femoralis, pero difieren en la vocalización.